# Scherprechters in Gent
De scherprechters of beulen behoorden in Gent, zoals in de meeste grote steden, tot de door de stad aangestelde ambtenaren.

## Geschiedenis
Zoals in alle steden startte de officiële bediening van de scherprechter op het einde van de dertiende eeuw. Wat tot hiertoe op meer informele wijze was gebeurd, kreeg een meer geregelde en georganiseerde uitvoering.
Men had het in 1306 over een 'pendeur' en in 1333 over een 'hangman'. In 1342 vindt men het woord 'koc'. In 1431 kreeg het woord 'bourreau' of 'bourrel' ingang. In 1446 vindt men 'scarpcoc', in 1460 'dienaere van de justicie' en vanaf 1541 'scherprechter'. Verder werden ook gebruikt: 'officier crimineel' (1544) en 'executeur crimineel' (1544). In de stads- en baljuwrekeningen werd hun (voor)naam dikwijls vooraf gegaan door de titel van 'meester' (Fr. maistre).
Vanaf de dertiende eeuw was er in Gent een 'pendeur' in stadsdienst om de ter dood veroordeelden te executeren. De eerste bij naam bekende was Gillis de Koc in 1342.

### Bezoldiging
In de 13de tot begin 15de eeuw werd de beul per prestatie vergoed, volgens een vast tarief: 10 schellingen voor een opknoping of een radbraking, 5 schellingen 4 deniers voor een onthoofding met het zwaard, 5 schellingen voor een brandmerking, 20 schellingen voor een brandstapel. De beul van Gent had daarbij een ruim gebied waar hij op 'zending' ging, zoals in Hulst, in Aalst, in Eeklo, in Ninove en op andere plaatsen.
Vanaf de tweede helft van de 15de eeuw kon de beul rekenen op een vaste bezoldiging, ongeacht of hij werk had gehad of niet. Eerst was dat een jaarwedde van 3 pond 8 schellingen (1455-1515), 8 pond 6 schellingen (1515-1540), 12 pond (1540-1580), 15 pond (1580-1595), 40 pond (1595-1776), 65 pond (1776-1786), 100 pond (1786). In de Franse Tijd kreeg de scherprechter een jaarwedde van 4000 pond waarbij elke andere inkomst in geld of in natura verboden werd.
Tijdens het hele ancien régime genoot de beul immers van talrijke neveninkomsten. Dit omhelsde onder meer:
- gratis woonst hem door de stad bezorgd,
- jaarlijkse kledijuitzet op kosten van de stad,
- verkoop van plukjes haar van de terchtgestelde of van stukjes touw van de koord waarmee hij was opgehangen,
- verkoop van de kledingstukken van de terechtgestelden, die hij zich rechtmatig mocht toe-eigenen,
- verkoop van zalfjes en bloedstelpende middelen (die hij zelf gebruikte om de wonden van de gefolterden te helen),
- tot in 1542 had de beul recht op een kleine hoeveelheid eieren, fruit of andere levensmiddelen, die hij op de markten mocht opeisen,
- hij mocht de attributen leveren voor de uitvoering van de straffen, zoals het podium, het schavot, de koorden enz, en bracht dit in rekening bij de stad,
- voor het leveren van hout en stro voor de brandstapel werd hem 30 schellingen uitbetaald,
- voor het radbraken mocht de beul, boven op de 10 schellingen voor de uitvoering, nog eens 38 schellingen aanrekenen voor 'mast, wiel, naghels, zeel en emmer en koorden'.

### Afgedankte scherprechters
Niet alle beulen gaven voldoening en verschillende werden afgedankt.
- In 1486 werd scherprechter Willem Hurtecant voor 50 jaar verbannen uit Vlaanderen omdat hij in staat van dronkenschap verkeerde toen hij een veroordeelde moest onthoofden en het er bijzonder stuntelig had van afgebracht. Waarschijnlijk was het niet de eerste keer dat hij straffen had opgelopen, want in de jaren voordien was er al tweemaal een voorlopige vervanger aangesteld. Mogelijks was Willem toen al niet meer de eerste beul van Gent. In de rekeningen van de stad Gent, lezen we dat in 1481 de beul van Antwerpen de strafvonnissen kwam voltrekken in afwezigheid van de eerste beul Cornelis de Meersman.
- In 1594 werd Hans Jonckert door het Gentse stadsbestuur afgedankt. Hij werd er van beschuldigd de vrouwen na te lopen, een vrouw te hebben geholpen om te ontsnappen uit de gevangenis, een inbraak met geweld te hebben gepleegd bij een weduwe, die hij daarbij zwaar had mishandeld. Hij werd veroordeling tot tien jaar verbanning en de stad uitgezet, na eerst publiek gegeseld te zijn.
- In 1784 werd de pas enkele maanden voordien aangestelde Henri Boitquin wegens wangedrag afgedankt.

## Lijst van Gentse scherprechters
De gekende Gentse beulen, zijn meestal bekend vanwege de rekeningen die ze indienden en in de stadsrekeningen te vinden zijn. De lijst is niet volledig.
- 1342: Gillis 'de Kok'
- 1376: Eloude
- 1371-1380: Jan de Witte
- 1380: Annin
- 1382: Pieterkin Philips
- 1386-1381: Joeskin 'de Koc'
- 1400: meester Matthijs
- 1407: Wieland
- 1421: Gillis Gehijlinck
- 1426: Jan de Loen
- 1431: Pieter Acken (op verdenking van diefstal zelf op de rooster gelegd in 1431)
- 1443: Charles Dierman ('den groten Karele')
- 1450-1453: Janne Blondeel
- 1454: Pieter vander Ratte
- 1455: Adriaen Scuerman
- 1456: Pieter Luthins (op 24 maart 1456 als straatrover onthoofd en op een rad gelegd)
- 1472: Matheus Laureins
- 1477-1486: Willem Hertecant
  - 1481: tijdelijk vervanger Kaerle vanden Hende
  - 1477,1481,1482,1483: tijdelijk vervanger Cornelis de Meersman (mogelijks was Cornelis in 1481 al de eerste beul)
- 1494: Willem Hoedeman
  - 1506: tijdens zijn ziekte vervangen door de beul uit Brugge.
- 1507: Wisselt Gheerts
- 1508: Gaspard Scarp
- 1515: Nicolaas Bertram
- 1539: Hans Siret
- 1542: Mathijs Vanden Berghe of Dumont
- 1542: Pierre Cuns
- 1556: Jan Dumont
- 1561-63: Hans van den Berghe
- 1564: Jacques van den Berghe
- 1570: Jehan van den Berghe
- 1581: Jan Pieters
- 1582: Hubert Caens of Baens
- 1591: Hans Jonckert
- 1594: Laureijns Pot
- 1594-1614: Boudewijn Walspeck
- 1615: Abraham Balthazar
- 1649: Gheeraert van Wassenbruch
- 1669-1716: Jan Francq (1658-1668 in Kortrijk; 1668-1669 in Duinkerke)
- 1716-1750: Jacques Boitquin
- 1750-1764: Jan-Baptist Boitquin
- 1764-1765: Henri Hamel
- 1765-1784: Philip Hamel
- 1784: Henri Boitquin
- 1784-1803: Jan Hamel, beul van het Scheldedepartement vanaf 1795
- 1803-1808: Henri Joseph Boitquin
- 1809-1818: Francois Jean Guisen
- 1818-1866: Jan Hannoff, laatste beul van Gent en Oost-Vlaanderen